# Варна (кастов ред)
Вижте пояснителната страница за други значения на Варна.
Варна (на санскрит: वर्ण, varṇ, „качество, цвят, категория, каста“) е обществен ред, въведен от ариите след тяхното проникване в Индия. Той обхваща четири главни касти:
- брахмани – жреци, философи, учени, религиозни водачи
- кшатрии – политици, пълководци, офицери, светски владетели
- вайши – занаятчии, земеделци, търговци
- шудри – работници и слуги
- В шастрите на Ману се говори за време (Сатия юга), когато е имало една Веда и една каста.

Най-долният слой на индуисткото общество са париите, неприкасаемите, които стоят извън кастовата система. Счита се че циганите са от тази каста (от гръцки: αθίγγανοι, асингани – „недосегаеми“,неприкасаеми).
Принадлежащите към трите висши касти се наричат двиджа (дважди родени).
Бхагавад гита учи, че онзи, който разглежда изпълнението на задълженията, определени от съответната му кастова принадлежност, като преданост към бога, може да преодолее своята каста и всички други кармически ограничения, за да постигне духовно съвършенство, което е рождено право на всеки човек.
Кастите се споменават за първи път в един късен химн на Ригведа Пуруша-сукта, където произхода на хората се извежда от първочовека Парама Пуруша, чието тяло породило божествата, небето, слънцето, луната, земята, растенията, животните, хората и самите химни. Върховното същество Пуруша се е самопожертвало при създаването на Вселената, като от този акт е произлязло всичко, което е и което ще бъде: брахманите – от устата на Пуруша, кшатриите от ръцете му, вайшиите – от бедрата му и шудрите от краката му. Самите богове Индра и Агни произлезли от устата му, а Ваю – от неговия дъх. От пъпа му произлязъл въздухът, от главата му – небето, от ушите му – четирите посоки. По този начин са създадени и световете – земната, междинната и небесната сфера. Ведическите поети гледали на целия космически процес като на изпълнение на велико жертвоприношение и вярвали, че спиритуалната природа на човека може да бъде най-добре реализирана, ако той се постави в съответствие с космическия ред. Според ведическата традиция кастовото деление има за цел да изключи безогледната конкуренция вътре в обществото. Отречението и мъдростта са се ценели повече от властта, богатството и физическите способности. В ранните векове не е съществувало строго кастово деление и четирите касти са съществували в хармонично взаимодействие и сътрудничество. С нахлуването на монголските владетели и исляма постепенно се установява строго кастово деление. Едва реформисткото движение на 19 век се опитва да включи неприкасаемите в обществения живот.
„Законите на Ману" са индийски законници, представляващи важен извор за социално-икономическия и държавния строй на Индия, когато там възникнала и се утвърдила кастовата система. Ману бил приеман за митически прародител на хората, но окончателната редакция на „Законите на Ману" е извършена през III век пр.н.е. при управлението на Чандрагупта от династията Маурия. Според закона шудрите е трябвало да обслужват със смирение по-горните три касти. Вследствие на своя произход от най-благородната част на тялото на Брахма, както на първородството и на притежаването на знанието на Ведата, брахманът по право бил господар на цялата вселена. Животът на един брахман е оценяван на 4 кшатрии, на 8 вайши или 16 шудри.